# Johannes von Usedom
Johannes von Usedom, auch Johann von Usedom (* 1521 auf Rügen; † nach 1549) war ein deutscher Rechtswissenschaftler und Professor der Rechte.

## Leben
Johannes von Usedom entstammt dem alten pommerschen Adelsgeschlecht Usedom. Er wurde im Sommer 1544 als Professor der Rechte an die Universität Greifswald berufen. Im Jahre 1545 war er bereits Rektor der Universität. Mindestens bis Mai 1547 übte er seine Lehrtätigkeit in Greifswald aus.
Zweimal schickte ihn der pommersche Herzog Philipp I. wegen der Beteiligung des pommerschen Adels am Schmalkaldischen Krieg auf Seiten der Protestanten an den kaiserlichen Hof, bis er 1549 eine Aussöhnung zwischen Kaiser Karl V. und den pommerschen Herzögen erreichte. Zum Dank erhielt er das Gut Gagern auf Rügen.
Zugleich wurde er zum herzoglichen Kanzler in Pommern-Wolgast ernannt, starb jedoch, bevor er dies Amt antreten konnte.